# Taron Voskanjan
Taron Genrichovič Voskanjan (arménsky Տարոն Ոսկանյան; * 22. února 1993, Jerevan) je arménský fotbalista a reprezentant, který od roku 2011 působí na postu obránce v arménském klubu FC Pjunik.

## Klubová kariéra
V A-mužstvu FC Pjunik debutoval 2. dubna 2011 v zápase proti Ulisses FC, odehrál celé střetnutí, které skončilo porážkou Pjuniku 0:1.

## Reprezentační kariéra
Voskanjan má za sebou starty za mládežnické výběry Arménie v kategoriích do 19 a 21 let.
V A-mužstvu Arménie debutoval 14. listopadu 2012 proti Litvě v přátelském zápase hraném na arménském Stadionu republiky. Nastoupil na hřiště ve 29. minutě, Arménie zvítězila 4:2. Zasáhl i do následujícího mezistátního zápasu proti domácímu Lucembursku (šel na hrací plochu v 87. minutě), utkání skončilo nerozhodně 1:1. Poprvé nastoupil v základní sestavě 26. března 2013 v kvalifikaci na MS 2014 doma proti národnímu týmu České republiky, Arménie podlehla soupeři 0:3.